# パーシー・チャールズ・ウィンダム
パーシー・チャールズ・ウィンダム閣下（英語: Hon. Percy Charles Wyndham、1757年9月3日 – 1833年8月5日）は、イギリスの政治家。1782年から1784年までと1790年から1796年までの2度にわたって庶民院議員を務めた。兄にあたる第3代エグレモント伯爵ジョージ・オブライエン・ウィンダムの推定相続人だったが、爵位を継承しないまま兄に先立って死去した。

## 生涯

### 生い立ち
第2代エグレモント伯爵チャールズ・ウィンダム（1710年 – 1763年）とアリシア・マリア・カーペンター（1794年6月1日没、第2代カーペンター男爵ジョージ・カーペンターの娘）の次男として、1757年9月3日に生まれた。1765年から1774年までウェストミンスター・スクールで教育を受けた後、1774年にオックスフォード大学クライスト・チャーチに通ったが、正式に入学することはなかった。

### 庶民院議員
1780年イギリス総選挙で第10代ノーフォーク公爵チャールズ・ハワードとその息子サリー伯爵チャールズ・ハワード（後の第11代ノーフォーク公爵）の支持を受けてアランデル選挙区から出馬した。『イングリッシュ・クロニクル』が1781年に報じたところによると、アランデルの有権者はモルト＝ハウス・クラブ（Malt-house Club）という団体を形成し、ウィンダムはモルト＝ハウス・クラブに対し団体の代表として選挙に出馬することを提案した。モルト＝ハウス・クラブの会長はウィンダムがサリー伯爵の推薦を受けていることもあって、ウィンダムのことが「わかるよう」演説すること（speak so as for them to understand him、強調は原文通り）を求めた。ウィンダムは自身が無所属を維持することを表明し、当選した場合は自身の力を尽くして働くと述べたが、会長はそれは何も言わなかったのと同じとこき下ろした。次に入ってきたサー・パトリック・クロフォード（Sir Patrick Crauford）は当選した場合、投票者全員に30ギニーを配ると述べた。これを聞いた会長はクロフォードを支持すると決め、もう1人の候補にトマス・フィッツハーバート（Thomas Fitzherbert）を選んだ。選挙結果はクロフォード167票、フィッツハーバート131票、ウィンダム69票でウィンダムが落選したが、明らかな賄賂だったため、ウィンダムは選挙申し立てを提出、クロフォードの当選無効とフィッツハーバートの当選有効が宣告された。その後、1781年3月に行われた補欠選挙ではピーター・ウィリアム・ベイカー（Peter William Baker）がノーフォーク公爵の支持を受けて無投票で当選した。
1782年3月、チチェスター選挙区の補欠選挙に出馬した。チチェスター選挙区では1768年より第3代リッチモンド公爵チャールズ・レノックスが議員2名を指名しており、無投票当選が続いたが、リッチモンド公爵には選挙区を支配するための手腕がなく、1780年頃には有権者がリッチモンド公爵の指名が12年間も続いたことに反感を抱くようになり、1782年の補欠選挙ではリッチモンド公爵の指名するウィンダムと反リッチモンド派の推すエドワーズの一騎討ちとなった。選挙の結果はウィンダム247票とエドワーズ239票でウィンダムが当選し、エドワーズは庶民院への選挙申し立てと王座裁判所での提訴をもって争おうとしたが、選挙申し立ての審議を推し進めず、訴訟にも敗北したため逆転当選にはならなかった。議会でははじめリッチモンド公爵に従い、ノース内閣に対し野党の立場をとったが、同年7月にチャールズ・ジェームズ・フォックスが外務大臣を辞任すると、ウィンダムはフォックス派に転じ（リッチモンド公爵はシェルバーン伯爵と小ピットを支持）、シェルバーン伯爵のアメリカ独立戦争予備講和条約に反対票を、フォックスの東インド法案に賛成票を投じた。そのため、1784年イギリス総選挙ではリッチモンド公爵の推薦を受けられず、議員を退任した。1782年から1784年まで、庶民院における演説の記録はなかった。
1790年イギリス総選挙でミッドハースト選挙区から出馬した。ミッドハースト選挙区では第7代モンタギュー子爵アンソニー・ブラウンが市民借地権の買い上げを続け、支配を強めていたが、モンタギュー子爵は1787年に死去、彼が所有した市民借地権は4万ポンドでウィンダムの兄にあたる第3代エグレモント伯爵ジョージ・オブライエン・ウィンダムに売却された。これにより、1790年の総選挙ではウィンダムと弟チャールズ・ウィリアムが無投票で当選した。議会では引き続きフォックス派の一員であり、1793年2月13日の初演説もフォックスによる修正動議に賛成するものだった。投票記録では1793年2月と6月に対仏戦争（フランス革命戦争）参戦に反対、1795年1月、2月、5月、10月に講和交渉に賛成、1795年11月に煽動集会法案に反対した。
1795年にエグレモント伯爵がミッドハースト選挙区の支配権をロバート・スミス（後の初代キャリントン男爵）に売却したため、ウィンダムは1796年イギリス総選挙に出馬せず、議員を退任した。

### 晩年
画家ジョセフ・ファリントンが1809年8月1日に書いた日記によると、ウィンダムは約26年前（1783年頃）にとある女性との関係を築いたが、やがて2人が親しい友人になり、これにより結婚できなくなったという。
エグレモント伯爵からオールドバラの地所を譲られたが、4万2千ポンドでそれを売却し、代わりにケンブリッジシャーのイックルトンを購入、1833年8月5日に生涯未婚のまま同地で死去した。